# Giro della Provincia di Reggio Calabria 1974
Il Giro della Provincia di Reggio Calabria 1974, trentacinquesima edizione della corsa, si svolse il 24 marzo 1974 su un percorso di 260 km, con partenza e arrivo a Reggio Calabria. La vittoria fu appannaggio dell'italiano Francesco Moser, che completò il percorso in 6h56'40", alla media di 37,440 km/h, precedendo il belga Roger De Vlaeminck e il connazionale Gianbattista Baronchelli.

## Ordine d'arrivo (Top 10)
| Pos. | Corridore                | Squadra     | Tempo    |
| ---- | ------------------------ | ----------- | -------- |
| 1    | Francesco Moser          | Filotex     | 6h56'40" |
| 2    | Roger De Vlaeminck       | Brooklyn    | s.t.     |
| 3    | Gianbattista Baronchelli | Scic        | s.t.     |
| 4    | Franco Bitossi           | Scic        | a 1'34"  |
| 5    | Sigfrido Fontanelli      | Sammontana  | s.t.     |
| 6    | Gösta Pettersson         | Magniflex   | s.t.     |
| 7    | Wladimiro Panizza        | Brooklyn    | s.t.     |
| 8    | Enrico Maggioni          | Dreherforte | s.t.     |
| 9    | Enrico Paolini           | Scic        | a 2'19"  |
| 10   | Italo Zilioli            | Dreherforte | s.t.     |